# باور جت
بور جت: (بالإنجليزية: PowerJet)‏, هو مشروع مشترك 50/50 بين سنيكما الفرنسية و NPO زحل (NPO Saturn) الروسية، أنشئت في يوليو 2004. وهي الشركة المسؤولة عن إدارة برنامج المحرك سام146 (SaM146)، ويشمل البرنامج الدراسات والإنتاج والتسويق والدعم ما بعد البيع. وبور جت لديها وحدتان تنفيذيتان، أحدهما في فرنسا والآخرى في روسيا.

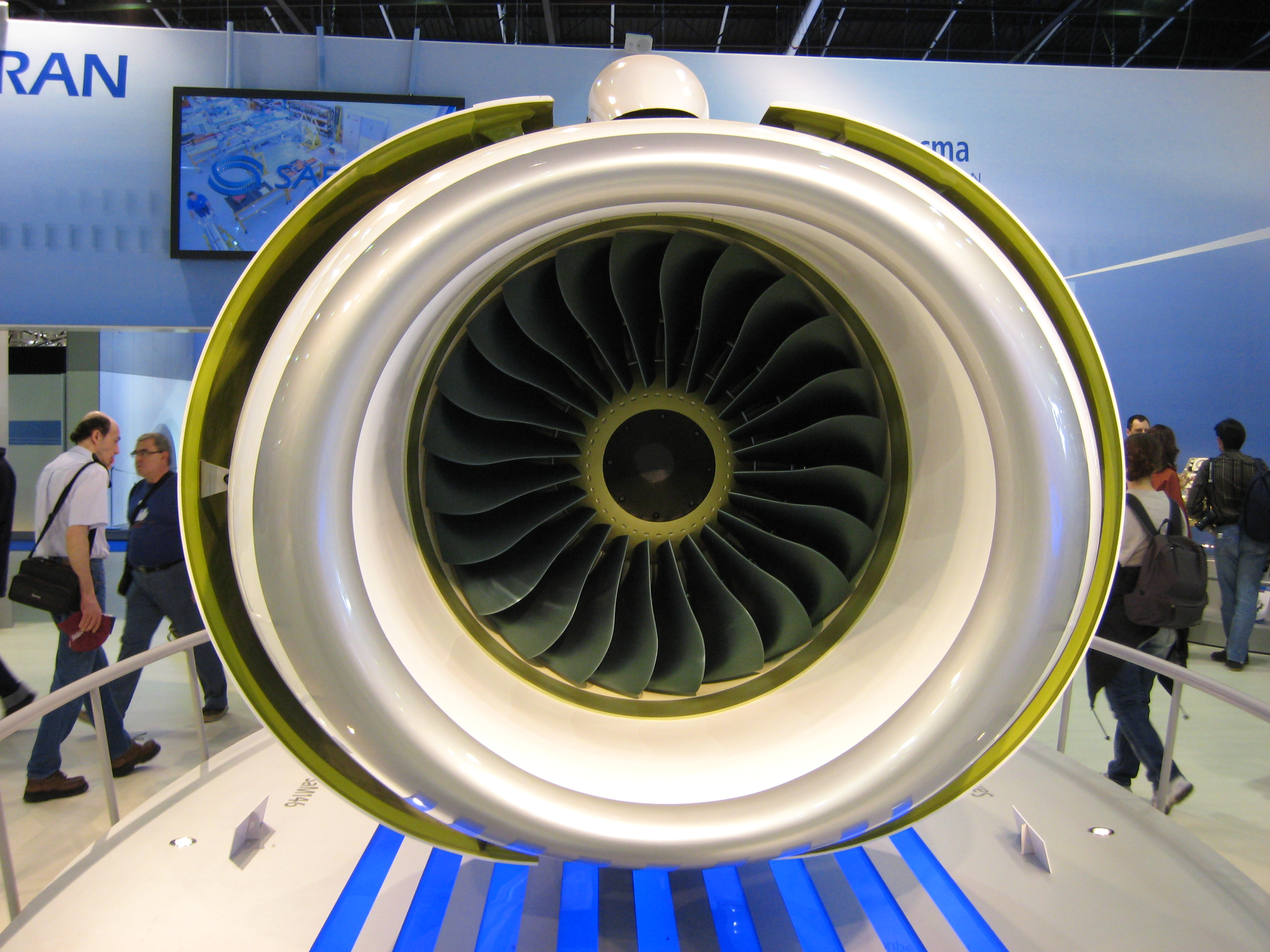
محرك بور جت سام146 في معرض باريس الجوي 2007